# زیردریایی ۲۰۱-کلاس ها
سابمارین ۲۰۱-کلاس ها (به انگلیسی: Ha-201-class submarine) یک کلاس از زیردریایی است که طول آن ۵۳٫۰۰ متر (۱۷۳ فوت ۱۱ اینچ) می‌باشد.